# کاساخ، آراگاتسوتن
کاساخ، آراگاتسوتن یک روستا در ارمنستان است که در استان آراگاتسوتن واقع شده‌است. کاساخ در  کیلومتری شمال آشتاراک، مرکز استان آراگاتسوتن واقع شده است.
امکانات فرهنگی، آموزشی، تفریحی
یک مهد کودک ، دو مدرسه راهنمایی ، یک مدرسه هنری ، یک مدرسه ورزشی و یک خانه فرهنگ ، یک مدرسه وزنه برداری در این شهرک وجود دارد.